# Steal This Movie!
Steal This Movie! is een Amerikaanse biografische film uit 2000, geregisseerd door Robert Greenwald en geschreven door Bruce Graham, gebaseerd op een aantal boeken, waaronder To America with Love: Letters From the Underground van Anita en Abbie Hoffman en Abbie Hoffman: American Rebel van Marty Jezer. De film volgt de radicale figuur Abbie Hoffman uit de jaren 60, met in de hoofdrollen Vincent D'Onofrio en Janeane Garofalo, met Jeanne Tripplehorn en Kevin Pollak.
De film volgt de relatie van Hoffman (D'Onofrio) met zijn tweede vrouw Anita (Garofalo) en hun 'ontwaken' en de daaropvolgende bekering tot een activistisch leven. De titel van de film is een toneelstuk uit Hoffman's tegencultuurgids uit 1970, getiteld Steal This Book.

## Rolverdeling
| Acteur             | Personage         |
| ------------------ | ----------------- |
| Vincent D'Onofrio  | Abbie Hoffman     |
| Janeane Garofalo   | Anita Hoffman     |
| Jeanne Tripplehorn | Johanna Lawrenson |
| Kevin Pollak       | Gerry Lefcourt    |
| Donal Logue        | Stew Albert       |
| Kevin Corrigan     | Jerry Rubin       |
| Alan Van Sprang    | David Glenn       |
| Troy Garity        | Tom Hayden        |
| Michael Cera       | Hoffman           |
| Ingrid Veninger    | Judy Albert       |
| Stephen Marshall   | Louis Wertzel     |
| Joyce Gordon       | Florence Hoffman  |
| Bernard Kay        | John Hoffman      |
| Jean Daigle        | Sheriff           |
| Johnie Chase       | Josh              |
| Toni Ellwand       |                   |